# Stephen Lynch (Politiker)

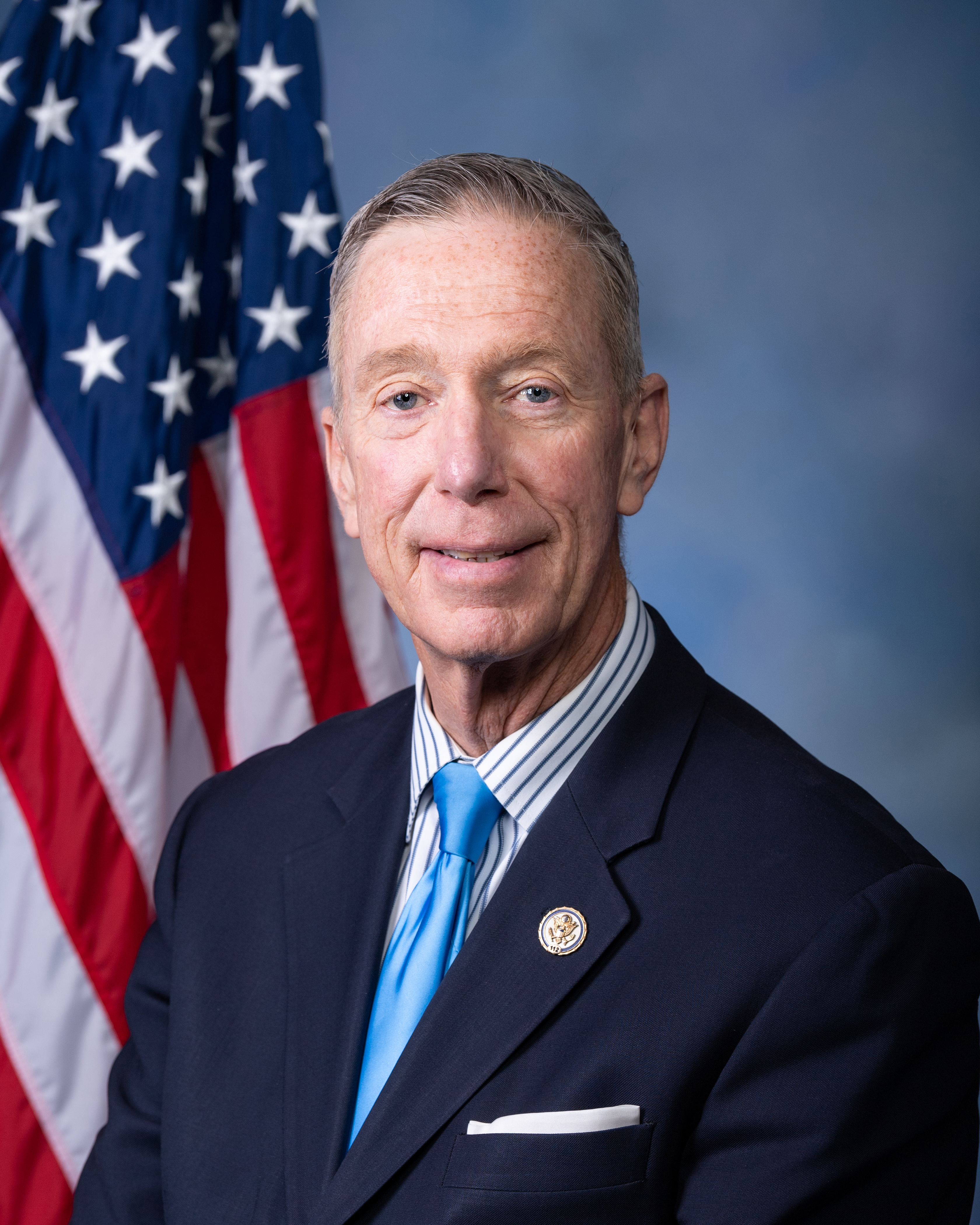
Stephen Lynch (2019)

Stephen Francis Lynch (* 31. März 1955 in Boston, Suffolk County, Massachusetts) ist ein US-amerikanischer Politiker der Demokratischen Partei. Seit Oktober 2001 vertritt er den Bundesstaat Massachusetts im US-Repräsentantenhaus, aktuell für den achten Distrikt.

## Privatleben
Stephen Lynch besuchte bis 1973 die South Boston High School. Er machte eine Lehre in der Eisenindustrie und arbeitete für einige Zeit in dieser Branche. 1988 erwarb er im Wochenend- und Abendstudium einen Bachelor of Science in Baumanagement am Wentworth Institute in Boston. Nach einem Jurastudium an der Law School des Boston College, das er als J.D. abschloss, und seiner Zulassung als Rechtsanwalt, arbeitete er für einige Zeit in diesem Beruf. 1998 erwarb er an der Harvard University einen Master of Arts in Öffentlicher Verwaltung.
Privat lebt er mit seiner Frau Margaret in South Boston, wo sie ihre Tochter und eine Nichte aufzogen.

## Politik

### Staat Massachusetts
Lynch absolvierte seine politische Laufbahn als Mitglied der Demokratischen Partei. In den Jahren 1995 und 1996 war er Abgeordneter im Repräsentantenhaus von Massachusetts; von 1997 bis 2001 gehörte er dem Staatssenat an.

### Bundeswahlen
Nach dem Tod des Abgeordneten John Joseph Moakley wurde Lynch bei der fälligen Nachwahl für den neunten Wahlbezirk von Massachusetts als dessen Nachfolger in das US-Repräsentantenhaus gewählt, wo er am 16. Oktober 2001 sein neues Mandat antrat. Er siegte am 10. Oktober mit 65 % gegen Jo Ann Sprague von der Republikanischen Partei sowie Susan C. Gallagher-Long und Brock Satter. Die folgenden Wahlen Von 2002 bis 2010 gewann er im 9. Kongresswahlbezirk. Zur Kongresswahl 2012 trat er dann im 8. Kongresswahlbezirk an und vertrat den Wahlkreis dann ab dem Januar 2013 im Repräsentantenhaus.
Im Jahr 2013 kandidierte Lynch erfolglos in den Vorwahlen seiner Partei für den US-Senat. Aus dieser ging sein demokratischer Parteikollege Edward John Markey als neuer Senator hervor.
Die Wahlen 2014 bis 2020 konnte er im 8. Kongresswahlkreis für sich entscheiden. Die Primary (Vorwahl) seiner Partei am 6. September für die Wahlen 2022 gewann er ohne Mitbewerber.  Er trat dadurch am 8. November 2022 gegen Robert Burke' von der Republikanischen Partei an und entschied diese Wahl mit 69,6 % der Stimmen deutlich für sich. In der Kongresswahl 2024 hatte er in der Vorwahl abermals keinen Herausforderer. Die Hauptwahl erneut gegen Robert Burke entschied Lynch mit 70,6 % für sich. Dadurch ist er im Repräsentantenhaus des 119. Kongresses vertreten, die Legislaturperiode des 119. Kongresses dauert bis zum 3. Januar 2027.

#### Ausschüsse
Lynch ist aktuell Mitglied in folgenden Ausschüssen des Repräsentantenhauses:
- Committee on Financial Services
  - Capital Markets
  - Digital Assets, Financial Technology and Inclusion
- Committee on Oversight and Accountability
  - Cybersecurity, Information Technology, and Government Innovation
  - National Security, the Border, and Foreign Affairs
- Select Subcommittee on the Weaponization of the Federal Government

Zuvor war er auch Mitglied des Committee on Transportation and Infrastructure.